# Лисівка (Житомирський район)
Лисі́вка — село в Україні, у Корнинській селищній територіальній громаді Житомирського району Житомирської області. Розміщене на лівому березі річки Калинівка, неподалік її витоку. Населення становить 738 осіб.

## З історії
Колишній орган місцевого самоуправління — Лисівська сільська рада.

## Населення

### Мова
Розподіл населення за рідною мовою за даними перепису 2001 року:
| Мова            | Кількість | Відсоток |
| --------------- | --------- | -------- |
| українська      | 715       | 96.88%   |
| російська       | 20        | 2.70%    |
| білоруська      | 1         | 0.14%    |
| румунська       | 1         | 0.14%    |
| інші/не вказали | 1         | 0.14%    |
| Усього          | 738       | 100%     |